# Zdeněk Štybar
Zdeněk Štybar (* 11. prosince 1985 Planá), přezdívaný Štyby, je bývalý český profesionální silniční cyklista a cyklokrosař, který po sezoně 2023 ukončil kariéru silničního cyklisty. Jeho úplně posledním závodem pak byl cyklokrosový závod mužů Elite na domácím mistrovství světa v cyklokrosu v únoru 2024.
Je trojnásobným cyklokrosovým mistrem světa v kategorii Elite (2010, 2011 a 2014) a dvojnásobným cyklokrosovým mistrem světa v kategorii do 23 let (2005 a 2006)
V roce 2024 byl oceněn medailí Za zásluhy I. stupně, za zásluhy v oblasti sportu.

## Kariéra
S cyklistikou začínal na bikrosovém kole a dosáhl úspěchů i na mezinárodní úrovni (včetně vítězství v závodě mistrovství světa své věkové kategorie v roce 1993). Poté se začal věnovat cyklokrosu.
V roce 2005 se poprvé stal mistrem světa v cyklokrosu do 23 let. Od roku 2006 závodil za belgický Fidea Cycling Team a v jeho barvách světový titul do 23 let obhájil. 21. října 2007 v belgickém Kalmthoutu poprvé v životě vyhrál závod Světového poháru. V sezóně 2008/09 obsadil celkové 3. místo ve Světovém poháru v cyklokrosu. V sezóně 2009/2010 vyhrál závody Světového poháru v Koksijde, Igorre a Roubaix, čímž si zajistil celkové první místo v konečně klasifikaci.
31. ledna 2010 se konalo mistrovství světa v cyklokrosu v Táboře. Štybar měl sice krátce po startu defekt, ale poměrně brzy na zledovatělé dráze ztrátu dohnal a sám si vypracoval náskok. Cílem projel bezpečně na prvním místě před Belgičany Klaasem Vantornoutem a Svenem Nysem.
Po špičkové sezóně Štybar v následujícím roce poněkud ustoupil do pozadí a vyhrál jediný závod série Superprestige, na mistrovství světa v německém Sankt Wendelu ale znovu přijel ve výborné formě. Ujel soupeřům s Belgičanem Nijsem a později setřásl i něho a vyhrál s náskokem 19 sekund. Po vítězství označil obhajobu za jednodušší než zisk předchozího táborského titulu.
Je sedminásobným mistrem ČR v cyklokrosu kategorie elite (2005, 2008, 2009, 2010, 2011, 2012, 2013), čímž vyrovnal rekord Radomíra Šimůnka staršího.
V roce 2014 se po pouhých několika absolvovaných závodech v terénu rozhodl zúčastnit mistrovství světa v nizozemském Hoogerheide. Ačkoli startoval až z páté řady, brzo se dostal do čela závodu. Po bitvě s Svenem Nysem nakonec vyhrál svůj třetí duhový trikot v kategorii Elite.

## Silniční cyklistika
Zpočátku se věnoval silniční cyklistice jen při přípravě na cyklokrosovou sezónu. V té době ale už dosáhl menších vítězství, jako v sedmé etapě závodu Kolem Lleidy v roce 2006, ve stejném roce v etapě závodu Tour des Pyrénées nebo v prologu Kolem Slovenska 2010. Po zisku druhého cyklokrosařského titulu mistra světa ale přestal cítit motivaci k dalšímu pokračování v této disciplíně a postupně se přeorientoval ryze na silniční kariéru.
V roce 2011 došlo k fúzi dvou stájí Omega Pharma Lotto a belgického týmu Quick-Step českého miliardáře Zdeňka Bakaly a vznikl silný tým Omega Pharma – Quick-Step, jehož členem se stal i Štybar.
V následujícím roce dosáhl Štybar prvních vítězství v silně obsazených silničních závodech, když vyhrál poslední dějství závodu Čtyři dny v Dunkerque a třetí etapu závodu Kolem Polska. Pro silniční závod s hromadným startem na Letních olympijských hrách 2012 v Londýně měla Česká republika zajištěná dvě místa. Roman Kreuziger vyjádřil názor, že by s ním měl v Londýně startovat právě Štybar, přednost ale nakonec dostal zkušenější Jan Bárta. Na podzim absolvoval start na Vueltě a v závěru roku obsadil 10. místo v klasickém závodě Paříž - Tours.
Průlomový ale byl pro silniční Štybarovu kariéru rok 2013. Na jaře dosáhl na z českého pohledu historicky nejlepší šesté místo v závodě Paříž - Roubaix, přestože ho zbrzdila kolize s neopatrným divákem. V srpnu se posunul na ještě vyšší úroveň, když vyhrál dvě etapy a hlavně i celkovou klasifikaci závodu kolem zemí Beneluxu Eneco Tour, který patří do prestižní série WorldTour. Úspěch posunul Štybara na 24. místo ve světovém žebříčku silničářů. Výsledky ho podruhé v životě vytáhly i do nominace na první z tzv. Grand Tour – na Vueltu. Přestože ji nakonec nedokončil, když odstoupil v průběhu náročné 15. etapy, před tím ale všechny překvapil v sedmé etapě do Mairena de Aljarafe, ve které se vydal do úniku společně s mistrem světa Philippem Gilbertem, v cíli ho přespurtoval a zvítězil.
Doposud nejúspěšnější silniční sezonu zažil Štybar v roce 2015, kdy dokázal vyhrát závod Strade Bianche, skončit druhý na Paříž–Roubaix, vyhrát 6. etapu Tour de France do Le Havru a stát se tak po čtrnácti letech druhým českým cyklistou, kterému se tento triumf podařil.
V březnu 2019 se mu konečně povedlo dosáhnout na velké klasikářské vítězství, když týden po triumfu z portugalského Algarve rozhodl svým nástupem dva kilometry před finišem klasiku Omloop Het Nieuwsblad.

## Hlavní výsledky

### Silniční cyklistika[15]
| 2005 - 9. celkově na Giro delle Regioni 2006 - Vítěz 6. etapy na Volta a Lleida - Vítěz 3. etapy Kolem Pyrenejí 2007 - 3. na Grand Prix Criquielion 2010 - Vítěz prologu Okolo Slovenska 2011 - 3. na Mistrovství České republiky v silničním závodu mužů - 3. celkově na Čtyři dny v Dunkerku 2012 - Vítěz 3. etapy na Tour de Pologne - 2. v časovce na Mistrovství České republiky - 2. celkově na Čtyři dny v Dunkerku - vítěz 4. etapy - 10. na Paříž–Tours 2013 - Celkový vítěz Eneco Tour - vítěz 3. a 7. etapy - Vítěz 7. etapy na Vuelta a España - Vítěz týmové časovky na Tirreno–Adriatico - 6. na Paříž–Roubaix 2014 - Mistr České republiky v silničním závodu mužů - 3. v časovce na Mistrovství České republiky - Vítěz Binche–Chimay–Binche - Vítěz 2. etapy Eneco Tour - 5. na Paříž–Roubaix - 7. na Milán – San Remo - 10. na Clásica de San Sebastián 2015 - Vítěz Strade Bianche - Vítěz 6. etapy Tour de France - 2. místo na E3 Harelbeke - 2. místo na Paříž–Roubaix - 3. celkově Czech Cycling Tour - vítěz bodovací soutěže - vítěz týmové časovky a 4. etapy - 3. místo na Vuelta a Murcia - 5. celkově na Kolem Británie - 7. na Omloop Het Nieuwsblad - 9. na Kolem Flander | 2016 - 2. na Mistrovství České republiky v silničním závodu mužů - 2. na Strade Bianche - 2. na Binche–Chimay–Binche - 3. na Trofeo Pollenca–Port de Andratx - Vítěz 2. etapy na Tirreno–Adriatico - 8. místo Kolem Flander 2017 - Mistr České republiky v silničním závodu mužů - 2. na Paříž–Roubaix - 4. na Strade Bianche 2018 - Vítěz bodovací soutěže na BinckBank Tour - 6. na Bretagne Classic - 6. na Grand Prix Cycliste de Québec - 6. na Dwars door Vlaanderen - 7. na Strade Bianche - 8. na Gent–Wevelgem - 9. na E3 Harelbeke - 10. na Kolem Flander 2019 - Vítěz E3 BinckBank Classic - Vítěz Omloop Het Nieuwsblad - 4. na Strade Bianche - Vítěz 5. etapy Volta ao Algarve - 8. na Paříž–Roubaix 2020 - Vítěz 6. etapy Vuelta a San Juan - 2. na Mistrovství České republiky v silničním závodu mužů - 6. na Strade Bianche 2021 - 5. na E3 Saxo Bank Classic - 7. v silničním závodu na Mistrovství světa - 7. místo silniční závod 2023 - 3. na Hong Kong Cyclothon |

#### Výsledky na etapových závodech
| Výsledky na Grand Tours        |      |      |      |      |      |      |      |      |      |      |      |      |
| Grand Tour                     | 2011 | 2012 | 2013 | 2014 | 2015 | 2016 | 2017 | 2018 | 2019 | 2020 | 2021 | 2022 |
| Giro d'Italia                  | —    | —    | —    | —    | —    | —    | —    | 80   | —    | —    | —    |      |
| Tour de France                 | —    | —    | —    | —    | 103  | —    | 102  | —    | —    | —    | —    |      |
| Vuelta a España                | —    | 76   | DNF  | —    | —    | 63   | —    | —    | 55   | 102  | 133  |      |
| Výsledky na etapových závodech |      |      |      |      |      |      |      |      |      |      |      |      |
| Závod                          | 2011 | 2012 | 2013 | 2014 | 2015 | 2016 | 2017 | 2018 | 2019 | 2020 | 2021 | 2022 |
| Paříž–Nice                     | —    | —    | —    | 15   | —    | —    | —    | —    | —    | 20   | —    | DNF  |
| Tirreno–Adriatico              | —    | —    | 44   | —    | DNF  | 7    | 48   | 40   | 36   | —    | 50   | —    |
| Critérium du Dauphiné          | —    | —    | —    | 82   | —    | —    | —    | —    | 70   | —    | —    |      |
| Tour de Suisse                 | 45   | DNF  | —    | —    | 83   | 81   | 70   | 70   | —    | NS   | —    |      |
| / Eneco Tour                   | 26   | —    | 1    | DNF  | —    | 7    | —    | 13   | 15   | 23   | —    |      |

#### Výsledky na klasikách
| Monument                 | 2012 | 2013 | 2014 | 2015 | 2016 | 2017 | 2018 | 2019 | 2020 | 2021 | 2022 |
| ------------------------ | ---- | ---- | ---- | ---- | ---- | ---- | ---- | ---- | ---- | ---- | ---- |
| Milán – San Remo         | —    | 66   | 7    | 56   | 142  | —    | —    | 67   | 19   | 37   | 68   |
| Kolem Flander            | —    | 36   | 18   | 9    | 8    | 67   | 10   | 36   | 73   | —    | 54   |
| Paříž–Roubaix            | —    | 6    | 5    | 2    | 110  | 2    | 9    | 8    | NS   | 26   | 45   |
| Lutych–Bastogne–Lutych   | —    | —    | —    | 42   | —    | —    | —    | —    | —    | —    |      |
| Giro di Lombardia        | —    | —    | —    | DNF  | DNF  | —    | —    | —    | —    | —    |      |
| Klasika                  | 2012 | 2013 | 2014 | 2015 | 2016 | 2017 | 2018 | 2019 | 2020 | 2021 | 2022 |
| Omloop Het Nieuwsblad    | —    | 92   | 29   | 7    | —    | 14   | 20   | 1    | 36   | 125  | 62   |
| Strade Bianche           | —    | —    | —    | 1    | 2    | 4    | 7    | 4    | 6    | 62   | —    |
| E3 Harelbeke             | —    | 40   | 19   | 2    | 15   | 53   | 9    | 1    | NS   | 5    | 54   |
| Gent–Wevelgem            | —    | 57   | 20   | 38   | 46   | 52   | 8    | 35   | 41   | 25   | —    |
| Dwars door Vlaanderen    | —    | —    | —    | —    | —    | 21   | 6    | —    | NS   | —    | 61   |
| Clásica de San Sebastián | 45   | —    | 10   | 38   | 28   | 26   | —    | —    | NS   | DNF  |      |
| Paříž–Tours              | 10   | —    | —    | —    | 71   | 71   | —    | —    | —    | —    |      |

| —   | Nezúčastnil se |
| DNF | Nedokončil     |
| NS  | Nekonalo se    |

### Cyklokros[16]
| 2004/05 - Mistr České republiky do 23 let v cyklokrosu - Mistr světa do 23 let v cyklokrosu 2005/06 - Mistr světa do 23 let v cyklokrosu 2008/09 - Mistr České republiky v cyklokrosu - 2. na Mistrovství světa v cyklokrosu 2009/10 - Mistr České republiky v cyklokrosu - Mistr světa v cyklokrosu | 2010/11 - Mistr České republiky v cyklokrosu - Mistr světa v cyklokrosu 2011/12 - Mistr České republiky v cyklokrosu 2012/13 - Mistr České republiky v cyklokrosu 2013/14 - Mistr světa v cyklokrosu 2023/24 - 3. na Mistrovství České republiky v cyklokrosu |